# سينتو أوجانيو
سينتو أوجانيو (بالإيطالية: Cinto Euganeo)‏ هي بلدية في مقاطعة باذوة، في فنيتة بشمال شرق إيطاليا، وتقع على بعد50 كيلومترًا (31 ميلًا) جنوب غرب مدينة البندقية و20 كيلومترًا (12 ميلًا) جنوب غرب باذوة.